# Monhysterida
Monhysterida (лат.) — отряд круглых червей из класса Chromadorea. Свободноживущие морские формы, некоторые пресноводные, в почве или комменсалы. Тангорецепторы головы расположены в два или три круга. Фаринкс цилиндрический или с базальным бульбусом. Амфиды круглые. Спикулы парные, а половые трубки самок обычно непарные.

## Классификация
105 родов и около 1000 видов. В 2007 году Майк Ходда выделил отряд в отдельный надотряд Monhysterica Hodda, 2007 в составе подкласса Plectia Hodda, 2007. Первоначально таксон был выделен в 1929 году И. Н. Филипьевым и назван им Monhysterata Filipjev, 1929, а в качестве Monhysterida используется после унификации имён высших таксонов нематод, начиная с работы Де Конинка (Coninck, 1965). Иногда подотряд Araeolaimina рассматривается в ранге отдельного отряда Araeolaimida.
- Подотряд Araeolaimina De Coninck 1965
  - Надсемейство Axonolaimoidea De Coninck & Schuurmans Stekhoven, 1933 (Chitwood 1937)
    - Семейство Axonolaimidae De Coninck & Schuurmans Stekhoven, 1933 (13 родов, 124 вида)
    - Семейство Bodonematidae Jensen, 1991 (1 род, 1 вид)
    - Семейство Comesomatidae Filipjev, 1918 (De Coninck & Schuurmans Stekhoven, 1933) (23 родов, 173 видов)
    - Семейство Coninckiidae Lorenzen, 1981 (1 род, 5 видов)
    - Семейство Diplopeltidae Filipjev, 1918 (De Coninck & Schuurmans Stekhoven, 1933) (15 родов, 118 видов)
- Подотряд Linhomoeina|Andrassy 1974
  - Надсемейство Siphonolaimoidea Chitwood, 1937 (De Coninck 1965)
    - Семейство Fusivermidae Tchesunov, 1996 (1 род, 1 вид)
    - Семейство Linhomoeidae Filipjev, 1922 (Filipjev 1934) (27 родов, 216 видов)
    - Семейство Siphonolaimidae Chitwood, 1937 (4 рода, 29 видов)
- Подотряд Monhysterina|De Coninck & Schuurmans Stekhoven, 1933
  - Надсемейство Monhysteroidea De Man 1876 (De Coninck, 1965)
    - Семейство Monhysteridae De Man, 1876 (17 родов, 244 вида)

  - Надсемейство Sphaerolaimoidea Filipjev, 1918 (De Coninck 1965)
    - Семейство Sphaerolaimidae Filipjev, 1918 (De Coninck & Schuurmans Stekhoven 1933) (6 родов, 61 вид)
    - Семейство Xyalidae Chitwood, 1951 (Lorenzen 1977) (48 родов, 467 видов)